# Gabian (Hérault)
Cet article concerne la commune de Gabian dans l'Hérault. Pour l'oiseau, voir Goéland leucophée.
Pour les articles homonymes, voir Gabian.
Gabian [ga.bjɑ̃] (en occitan [ga.'βjan]) est une commune française située dans le centre du département de l'Hérault en région Occitanie.
Exposée à un climat méditerranéen, elle est drainée par la Thongue, le ruisseau de Lène et par divers autres petits cours d'eau.
Gabian est une commune rurale qui compte 864 habitants en 2022.  Elle fait partie de l'aire d'attraction de Béziers. Ses habitants sont appelés les Gabianois ou  Gabianoises.

## Géographie

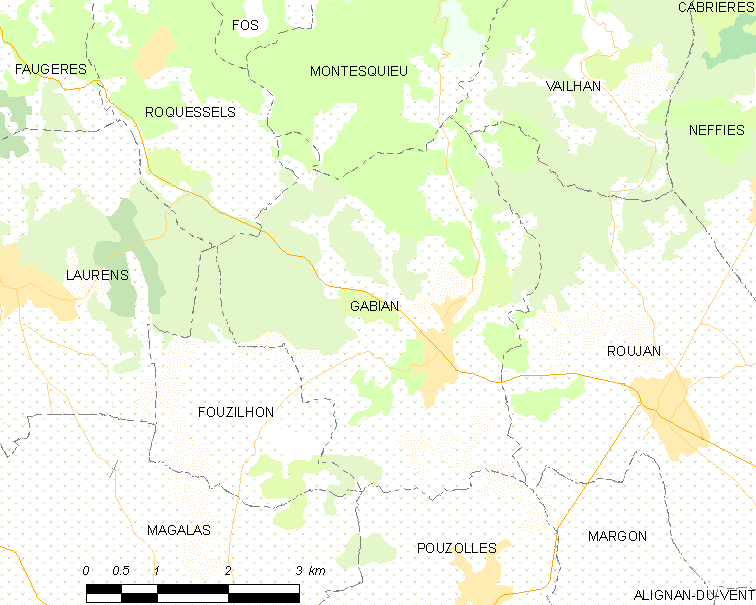
Carte

### Communes limitrophes
| Roquessels            | Montesquieu           | Vailhan   |
| Laurens (quadripoint) | Gabian                | Roujan    |
| Fouzilhon             | Magalas (quadripoint) | Pouzolles |

### Climat
Pour des articles plus généraux, voir Climat de l'Occitanie et Climat de l'Hérault.
En 2010, le climat de la commune est de type climat méditerranéen franc, selon une étude s'appuyant sur une série de données couvrant la période 1971-2000. En 2020, Météo-France publie une typologie des climats de la France métropolitaine dans laquelle la commune est exposée à un climat méditerranéen et est dans la région climatique  Provence, Languedoc-Roussillon, caractérisée par une pluviométrie faible en été, un très bon ensoleillement (2 600 h/an), un été chaud (21,5 °C), un air très sec en été, sec en toutes saisons, des vents forts (fréquence de 40 à 50 % de vents > 5 m/s) et peu de brouillards.
Pour la période 1971-2000, la température annuelle moyenne est de 14,1 °C, avec une amplitude thermique annuelle de 16,1 °C. Le cumul annuel moyen de précipitations est de 720 mm, avec 6,5 jours de précipitations en janvier et 2,4 jours en juillet. Pour la période 1991-2020, la température moyenne annuelle observée sur la station météorologique la plus proche, située sur la commune de Roujan à 3 km à vol d'oiseau, est de 14,7 °C et le cumul annuel moyen de précipitations est de 577,8 mm,. Pour l'avenir, les paramètres climatiques de la commune estimés pour 2050 selon différents scénarios d'émission de gaz à effet de serre sont consultables sur un site dédié publié par Météo-France en novembre 2022.

### Milieux naturels et biodiversité
Aucun espace naturel présentant un intérêt patrimonial n'est recensé sur la commune dans l'inventaire national du patrimoine naturel,,.

## Urbanisme

### Typologie
Au 1er janvier 2024, Gabian est catégorisée bourg rural, selon la nouvelle grille communale de densité à sept niveaux définie par l'Insee en 2022.
Elle est située hors unité urbaine. Par ailleurs la commune fait partie de l'aire d'attraction de Béziers, dont elle est une commune de la couronne,. Cette aire, qui regroupe 53 communes, est catégorisée dans les aires de 50 000 à moins de 200 000 habitants,.

### Occupation des sols
L'occupation des sols de la commune, telle qu'elle ressort de la base de données européenne d’occupation biophysique des sols Corine Land Cover (CLC), est marquée par l'importance des forêts et milieux semi-naturels (49,2 % en 2018), une proportion sensiblement équivalente à celle de 1990 (48,9 %). La répartition détaillée en 2018 est la suivante : 
cultures permanentes (38,9 %), milieux à végétation arbustive et/ou herbacée (29 %), forêts (20,2 %), zones agricoles hétérogènes (7,6 %), zones urbanisées (4,3 %). L'évolution de l’occupation des sols de la commune et de ses infrastructures peut être observée sur les différentes représentations cartographiques du territoire : la carte de Cassini (XVIIIe siècle), la carte d'état-major (1820-1866) et les cartes ou photos aériennes de l'IGN pour la période actuelle (1950 à aujourd'hui).

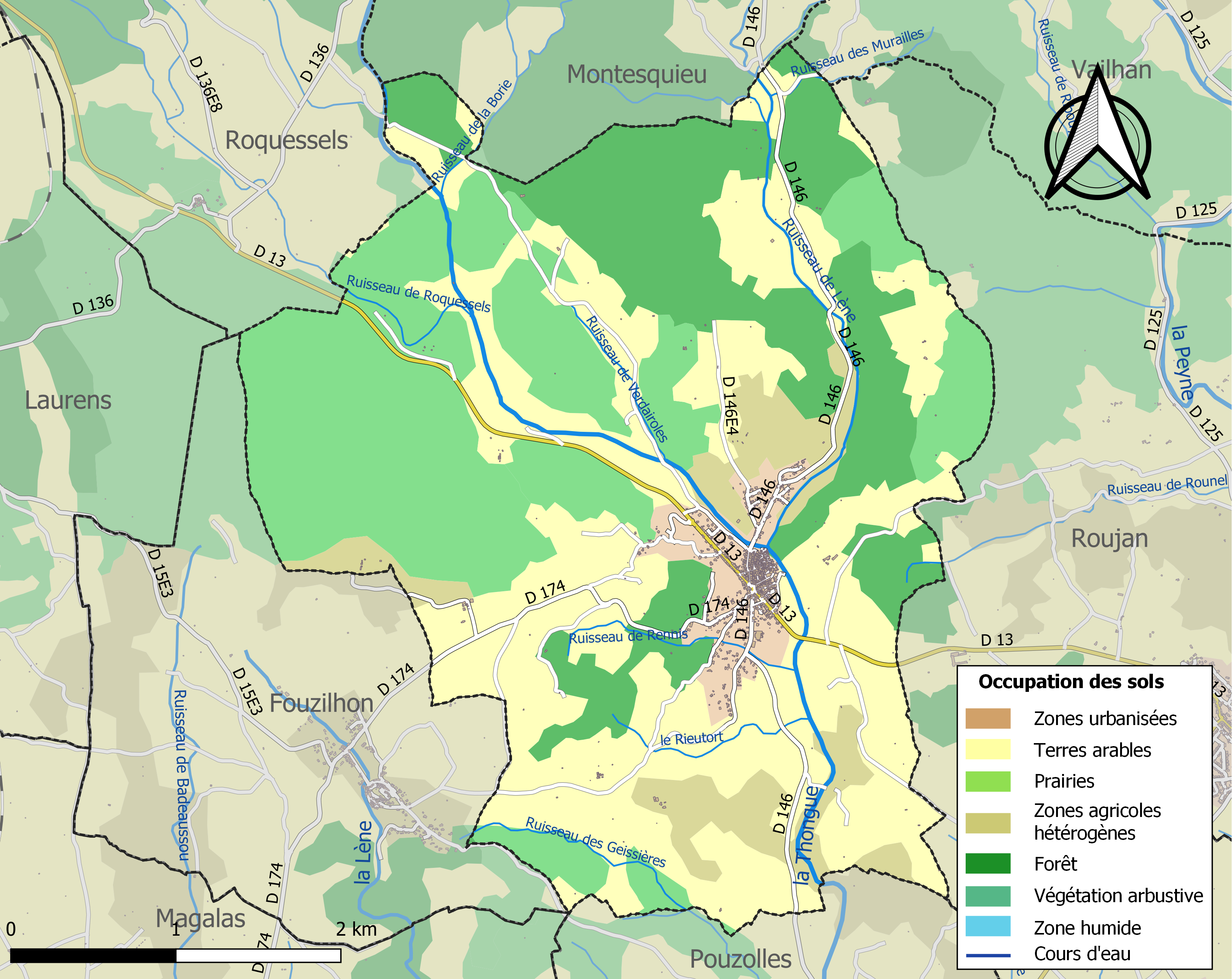
Carte des infrastructures et de l'occupation des sols de la commune en 2018 (CLC).

### Risques majeurs
Le territoire de la commune de Gabian est vulnérable à différents aléas naturels : météorologiques (tempête, orage, neige, grand froid, canicule ou sécheresse), inondations, feux de forêts et séisme (sismicité faible). Il est également exposé à un risque particulier : le risque de radon. Un site publié par le BRGM permet d'évaluer simplement et rapidement les risques d'un bien localisé soit par son adresse soit par le numéro de sa parcelle.

#### Risques naturels
Certaines parties du territoire communal sont susceptibles d’être affectées par le risque d’inondation par débordement de cours d'eau, notamment la Thongue. La commune a été reconnue en état de catastrophe naturelle au titre des dommages causés par les inondations et coulées de boue survenues en 1982, 1986, 1996, 2014 et 2019,.
Gabian est exposée au risque de feu de forêt. Un plan départemental de protection des forêts contre les incendies (PDPFCI) a été approuvé en juin 2013 et court jusqu'en 2022, où il doit être renouvelé. Les mesures individuelles de prévention contre les incendies sont précisées par deux arrêtés préfectoraux et s’appliquent dans les zones exposées aux incendies de forêt et à moins de 200 mètres de celles-ci. L’arrêté du 25 avril 2002 réglemente l'emploi du feu en interdisant notamment d’apporter du feu, de fumer et de jeter des mégots de cigarette dans les espaces sensibles et sur les voies qui les traversent sous peine de sanctions. L'arrêté du 11 mars 2013 rend le débroussaillement obligatoire, incombant au propriétaire ou ayant droit,.

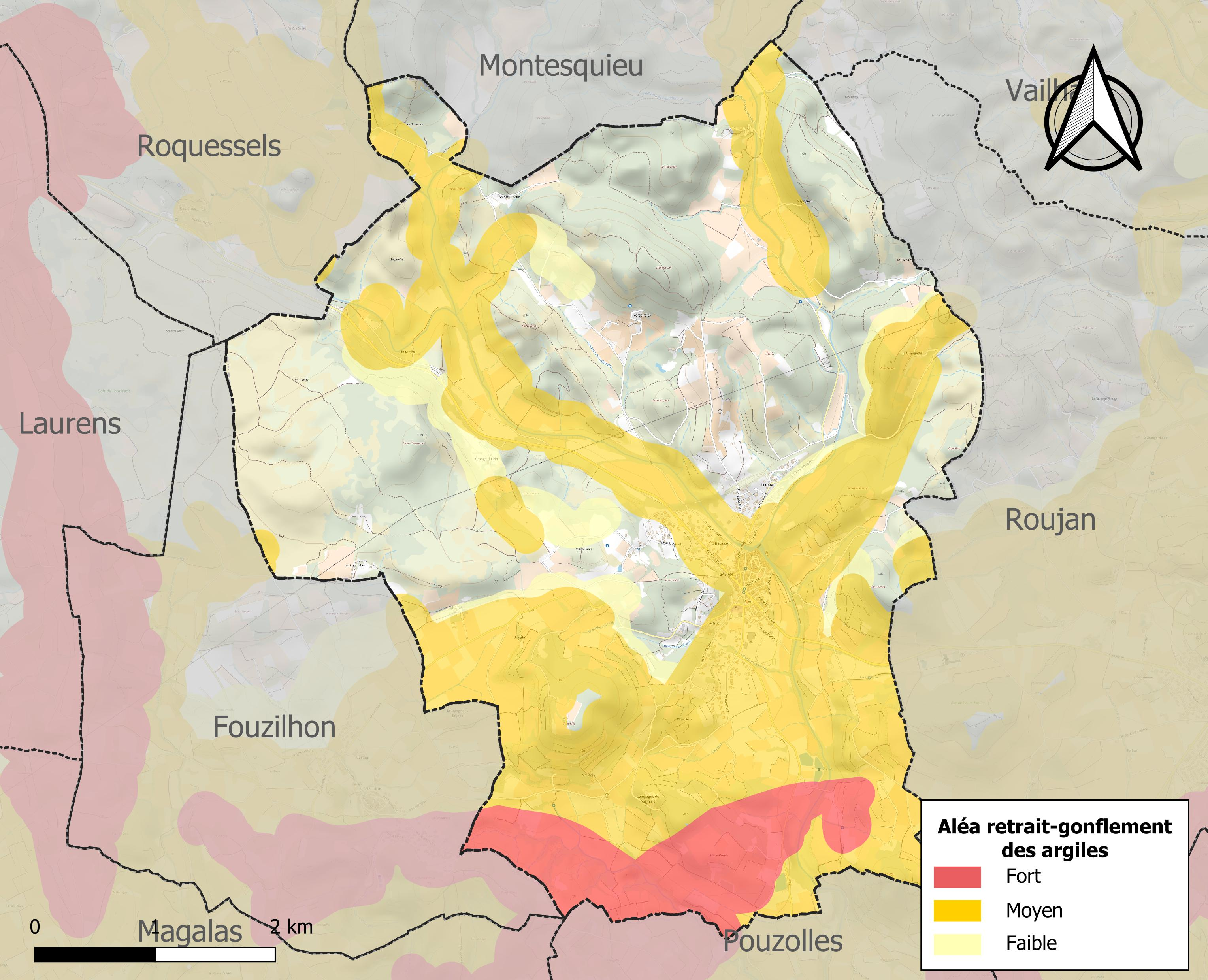
Carte des zones d'aléa retrait-gonflement des sols argileux de Gabian.

Le retrait-gonflement des sols argileux est susceptible d'engendrer des dommages importants aux bâtiments en cas d’alternance de périodes de sécheresse et de pluie. 50,5 % de la superficie communale est en aléa moyen ou fort (59,3 % au niveau départemental et 48,5 % au niveau national). Sur les 510 bâtiments dénombrés sur la commune en 2019, 442 sont en aléa moyen ou fort, soit 87 %, à comparer aux 85 % au niveau départemental et 54 % au niveau national. Une cartographie de l'exposition du territoire national au retrait gonflement des sols argileux est disponible sur le site du BRGM,.
Par ailleurs, afin de mieux appréhender le risque d’affaissement de terrain, l'inventaire national des cavités souterraines permet de localiser celles situées sur la commune.

#### Risque particulier
Dans plusieurs parties du territoire national, le radon, accumulé dans certains logements ou autres locaux, peut constituer une source significative d’exposition de la population aux rayonnements ionisants. Certaines communes du département sont concernées par le risque radon à un niveau plus ou moins élevé. Selon la classification de 2018, la commune de Gabian est classée en zone 3, à savoir zone à potentiel radon significatif.

## Économie

### Revenus
En 2018, la commune compte 406 ménages fiscaux, regroupant 863 personnes. La médiane du revenu disponible par unité de consommation est de 17 960 € (20 330 € dans le département).

### Emploi
|                | 2008   | 2013   | 2018   |
| -------------- | ------ | ------ | ------ |
| Commune        | 7,6 %  | 12,4 % | 13,9 % |
| Département    | 10,1 % | 11,9 % | 12 %   |
| France entière | 8,3 %  | 10 %   | 10 %   |

En 2018, la population âgée de 15 à 64 ans s'élève à 459 personnes, parmi lesquelles on compte 65,4 % d'actifs (51,4 % ayant un emploi et 13,9 % de chômeurs) et 34,6 % d'inactifs,. En  2018, le taux de chômage communal (au sens du recensement) des 15-64 ans est supérieur à celui du département et de la France, alors qu'en 2008 la situation était inverse.
La commune fait partie de la couronne de l'aire d'attraction de Béziers, du fait qu'au moins 15 % des actifs travaillent dans le pôle,. Elle compte 119 emplois en 2018, contre 153 en 2013 et 156 en 2008. Le nombre d'actifs ayant un emploi résidant dans la commune est de 244, soit un indicateur de concentration d'emploi de 48,8 % et un taux d'activité parmi les 15 ans ou plus de 42,8 %.
Sur ces 244 actifs de 15 ans ou plus ayant un emploi, 65 travaillent dans la commune, soit 27 % des habitants. Pour se rendre au travail, 81,6 % des habitants utilisent un véhicule personnel ou de fonction à quatre roues, 3,3 % les transports en commun, 8,6 % s'y rendent en deux-roues, à vélo ou à pied et 6,6 % n'ont pas besoin de transport (travail au domicile).

### Activités hors agriculture

#### Secteurs d'activités
59 établissements sont implantés  à Gabian au 31 décembre 2019. Le tableau ci-dessous en détaille le nombre par secteur d'activité et compare les ratios avec ceux du département,.
| Secteur d'activité                                                                                        | Commune | Commune | Département |
| Secteur d'activité                                                                                        | Nombre  | %       | %           |
| --- | ------- | ------- | ----------- |
| Ensemble                                                                                                  | 59      |         |             |
| Industrie manufacturière, industries extractives et autres                                                | 7       | 11,9 %  | (6,7 %)     |
| Construction                                                                                              | 8       | 13,6 %  | (14,1 %)    |
| Commerce de gros et de détail, transports, hébergement et restauration                                    | 15      | 25,4 %  | (28 %)      |
| Information et communication                                                                              | 1       | 1,7 %   | (3,3 %)     |
| Activités immobilières                                                                                    | 3       | 5,1 %   | (5,3 %)     |
| Activités spécialisées, scientifiques et techniques et activités de services administratifs et de soutien | 13      | 22 %    | (17,1 %)    |
| Administration publique, enseignement, santé humaine et action sociale                                    | 7       | 11,9 %  | (14,2 %)    |
| Autres activités de services                                                                              | 5       | 8,5 %   | (8,1 %)     |

Le secteur du commerce de gros et de détail, des transports, de l'hébergement et de la restauration est prépondérant sur la commune puisqu'il représente 25,4 % du nombre total d'établissements de la commune (15 sur les 59 entreprises implantées  à Gabian), contre 28 % au niveau départemental.

#### Entreprises et commerces
Les trois entreprises ayant leur siège social sur le territoire communal qui génèrent le plus de chiffre d'affaires en 2020 sont : 
- SARL Turner Pageot, culture de la vigne (104 k€)
- Libzibao Roux Fouillet Consultants, conseil pour les affaires et autres conseils de gestion (69 k€)
- Lemoine Marc, activités spécialisées de design (33 k€)

### Agriculture
La commune est dans le « Soubergues », une petite région agricole occupant le nord-est du département de l'Hérault. En 2020, l'orientation technico-économique de l'agriculture  sur la commune est la viticulture.
|               | 1988 | 2000 | 2010 | 2020 |
| ------------- | ---- | ---- | ---- | ---- |
| Exploitations | 147  | 72   | 40   | 24   |
| SAU (ha)      | 765  | 514  | 397  | 393  |

Le nombre d'exploitations agricoles en activité et ayant leur siège dans la commune est passé de 147 lors du recensement agricole de 1988  à 72 en 2000 puis à 40 en 2010 et enfin à 24 en 2020, soit une baisse de 84 % en 32 ans. Le même mouvement est observé à l'échelle du département qui a perdu pendant cette période 67 % de ses exploitations,. La surface agricole utilisée sur la commune a également diminué, passant de 765 ha en 1988 à 393 ha en 2020. Parallèlement la surface agricole utilisée moyenne par exploitation a augmenté, passant de 5 à 16 ha.

## Toponymie
La commune a été connue sous les variantes : Gabiano ab integro (après 1010), castrum Gabiani (1153, 1216), etc.
Le nom dérive d'un domaine gallo-romain, gentilice Gavius + suffixe -anum.

## Histoire

### Antiquité

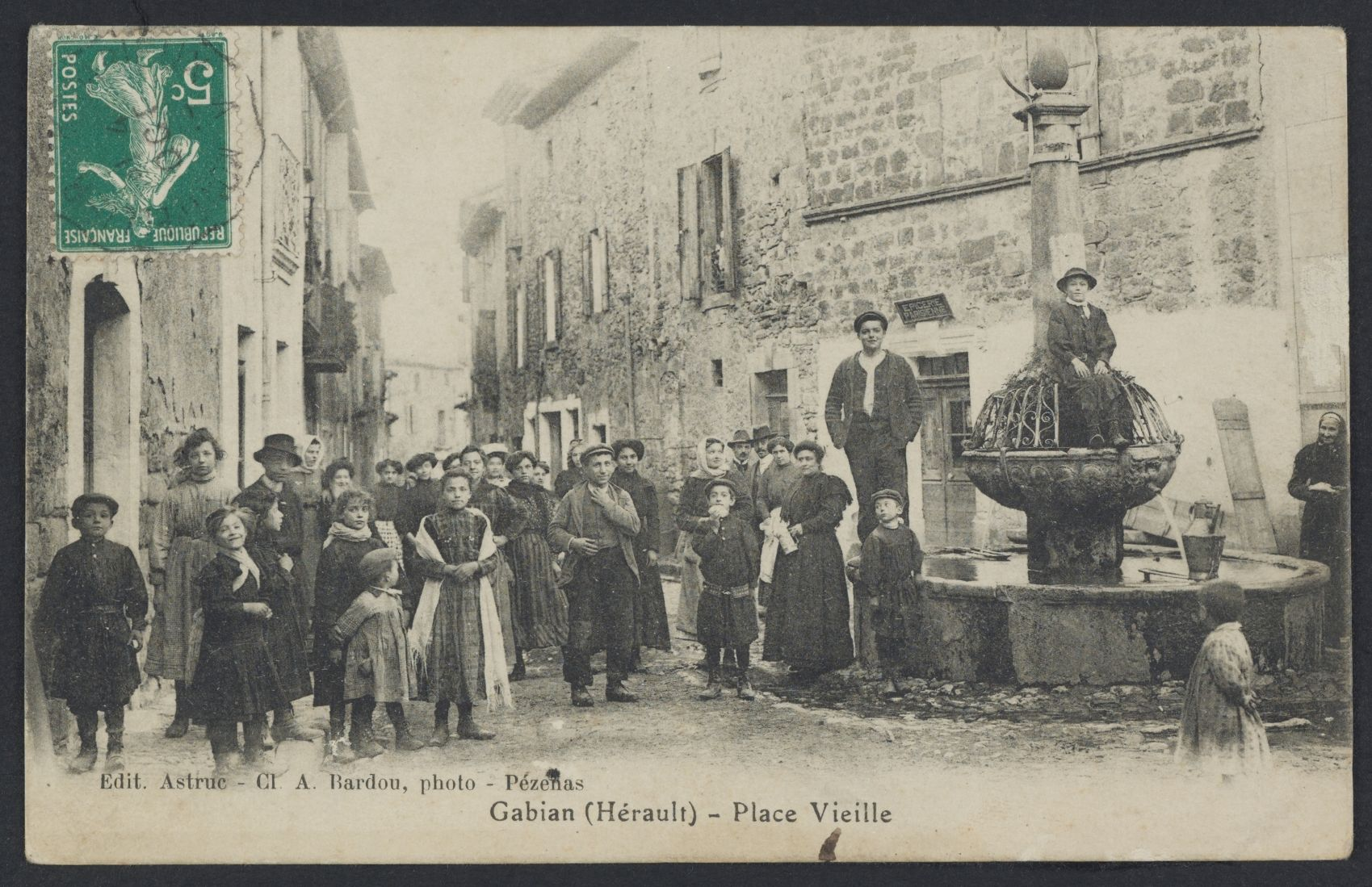
Carte postale de la place vieille (fin XIXe siècle - début XXe siècle)

Du temps des Romains, un aqueduc fut construit pour acheminer l'eau de Gabian (source de la Rasclause) à Béziers, distant d'une vingtaine de kilomètres. Pour cette cause, des géologues sont venus de Naples. Par hasard, ils ont découvert une source, près de Gabian, d'un produit huileux, noir, d'odeur forte, rappelant une source d'eau volcanique située à Pouzzoles, une ville, près de Vésuve, en Italie.
Leurs apothicaires utilisent l'huile de pétrole, comme thérapeutique, pour les douleurs arthrosiques, les parasitoses et les lésions dermatologiques, comme l'eczéma ou l'alopécie. Ce savoir provenant de Babylone[réf. nécessaire] où le naphte y était déjà utilisé.
Après le départ[Quoi ?] des Romains, l'huile de pétrole n’est plus utilisée (non retrouvée dans les archives) jusqu'en 1067, où des chanoines, s'installent dans l'ancienne villa gallo-romaine, "villa Cassianus", (sur la route de Roujan), datant du IVe siècle av. J.-C., situé juste au-dessus de la source d'huile de pétrole.

### Moyen Âge
En 1080, à cet emplacement, les chanoines construisent un prieuré, le prieuré de Cassan, sous la bulle du pape Grégoire VII.
En 1115, sous le pape Pascal II, le prieuré sera consacré et Gabian devient la résidence secondaire des évêques de Béziers.
Après 1229, le prieuré sera sous la protection royale de Saint Louis.
Lors de la Guerre de Cent Ans, la région est ravagée par les Grandes compagnies, qui prennent le château du bourg. En juin 1364, Arnoul d'Audrehem leur 
enlève.

### Renaissance et ère moderne

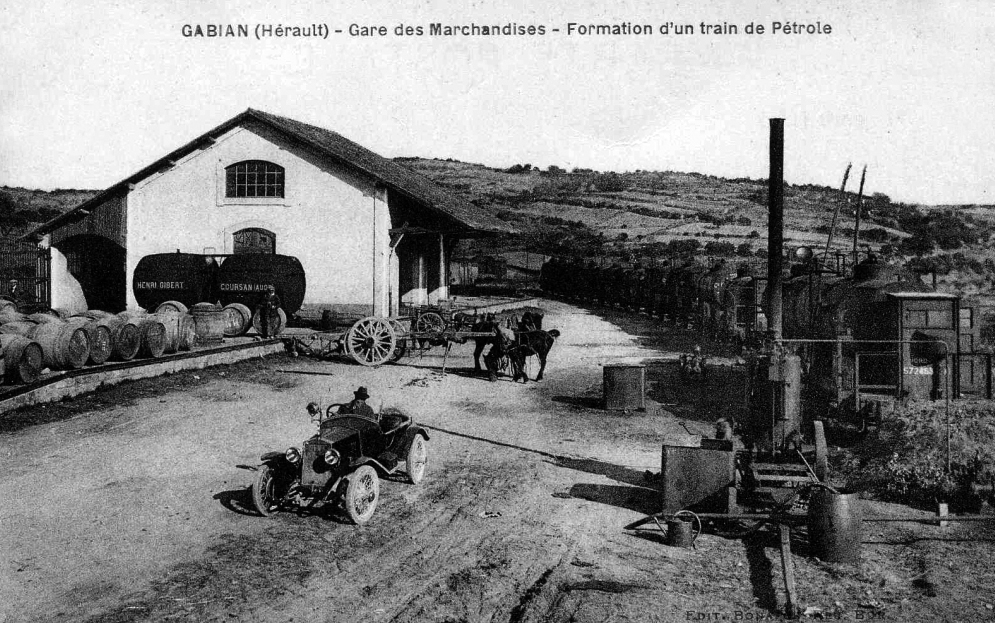
Exploitation du pétrole à Gabian dans l'Hérault dans les années 1920.

La "fontaine d'huile de pétrole" de Gabian faisait, au XVIIe siècle, partie de la manse épiscopale de Béziers. Mgr Jean de Bonzy (alias de Bonsi), évêque de Béziers, qui se méfiait de cette huile, demande à la faculté de médecine de Montpellier de l’étudier, d’où la thèse du docteur Esprit André, en 1605, qui confirme que c’est du pétrole et qu’il peut être utilisé comme médicament. Le pape Paul V autorise que le prieuré de Cassan, noviciat des évêques, devienne un centre de cure thermale. Le clergé exploitera la source jusqu’à la Révolution française.
Napoléon l’exploita aussi pour ces vertus thérapeutiques et comme moyen d’éclairage.
À partir de 1882, le pétrole est utilisé comme carburant, pour les moteurs à explosion. En 1924, Gabian devient le premier gisement de pétrole de France, il est expédié par wagon depuis la gare de Gabian, mise en service en 1876. L'exploitation industrielle du pétrole cesse en 1950.
Lors de la Révolution française, les citoyens de la commune se réunissent au sein de la société révolutionnaire, baptisée « société des amis de la liberté et de l’égalité » en 1791, qui s’affilie à son homologue de Magalas.

## Politique et administration
| Période   | Période   | Identité          | Étiquette | Qualité |
| --------- | --------- | ----------------- | --------- | --- |
| 1947      | 1953      | Max Villemagne    |           | |
| 1953      | 1960      | François Colrat   |           | |
| 1960      | 1971      | Benjamin Canitrot | SFIO      | Instituteur, directeur d'école, ancien résistant                                                                                     |
| 1971      | mars 2001 | Etienne Lautrec   |           | |
| mars 2001 | juin 2004 | Georges Bartoli   | DVD       | |
| juin 2004 | En cours  | Francis Boutes    | PS        | Retraité de l'enseignement Ancien Conseiller général Ancien Vice-président du conseil général Président de la Communauté de Communes |

## Démographie
Au dernier recensement, la commune comptait 864 habitants.
| 1793 | 1800 | 1806 | 1821 | 1831 | 1836 | 1841  | 1846  | 1851  |
| ---- | ---- | ---- | ---- | ---- | ---- | ----- | ----- | ----- |
| 979  | 827  | 867  | 948  | 960  | 999  | 1 023 | 1 023 | 1 044 |

| 1856  | 1861  | 1866  | 1872  | 1876  | 1881  | 1886 | 1891  | 1896  |
| ----- | ----- | ----- | ----- | ----- | ----- | ---- | ----- | ----- |
| 1 088 | 1 189 | 1 211 | 1 174 | 1 334 | 1 115 | 940  | 1 028 | 1 025 |

| 1901  | 1906  | 1911  | 1921  | 1926  | 1931  | 1936  | 1946 | 1954 |
| ----- | ----- | ----- | ----- | ----- | ----- | ----- | ---- | ---- |
| 1 103 | 1 067 | 1 016 | 1 155 | 1 152 | 1 123 | 1 013 | 955  | 784  |

| 1962 | 1968 | 1975 | 1982 | 1990 | 1999 | 2006 | 2008 | 2013 |
| ---- | ---- | ---- | ---- | ---- | ---- | ---- | ---- | ---- |
| 816  | 780  | 743  | 640  | 651  | 659  | 770  | 802  | 830  |

| 2018 | 2022 | - | - | - | - | - | - | - |
| ---- | ---- | - | - | - | - | - | - | - |
| 840  | 864  | - | - | - | - | - | - | - |

## Culture locale et patrimoine

### Lieux et monuments

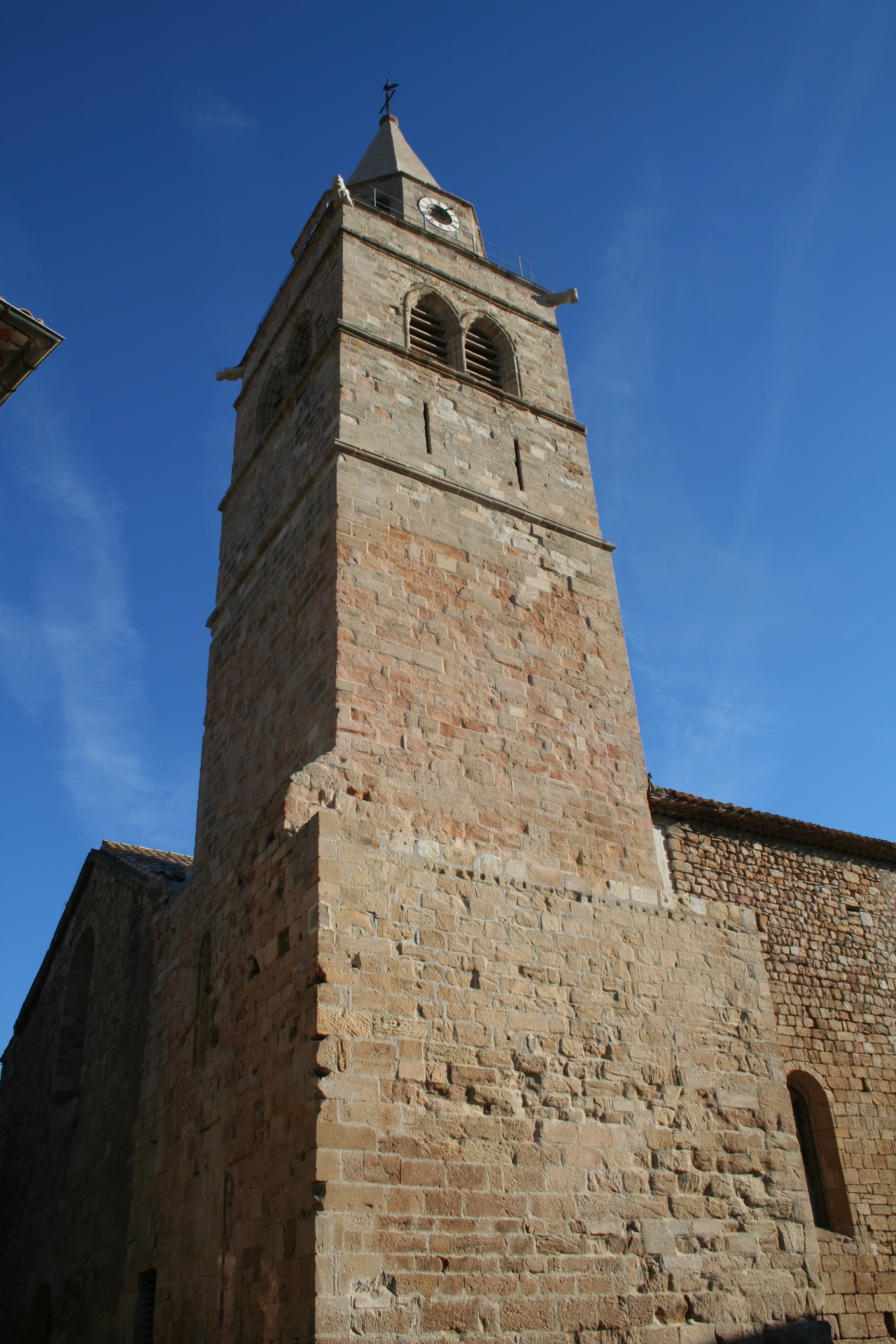
Clocher de l'église Saint-Julien-et-Sainte-Basilisse.

- Anciens gisements de pétrole, exploités jusque dans les années 1950.
- Église Saint-Julien-et-Sainte-Basilisse de Gabian d'origine romane. L'église est dédiée aux saints Julien et Basilisse.
- Résidence des évêques de Béziers.

### Héraldique
|  | Les armoiries de Gabian se blasonnent ainsi : De sinople, au pairle losangé d'argent et de sinople. |

### Personnalités liées à la commune
- Damien Blanquefort, vice-champion de France 2010 de sport électronique sur le jeu vidéo Team Fortress 2., natif du village.
- Christian Jougla, écrivain, natif et habitant de Gabian.